# Kistamási
Kistamási ist eine ungarische Gemeinde im Kreis Szigetvár im Komitat Baranya.

## Geografische Lage
Kistamási liegt ungefähr acht Kilometer südwestlich der Stadt Szigetvár. Nachbargemeinden sind Nemeske und Pettend.

## Sehenswürdigkeiten
- Reformierte Kirche, erbaut 1857

## Verkehr
Durch Kistamási verläuft die Nebenstraße Nr. 58109. Der nächstgelegene Bahnhof befindet sich zwei Kilometer nordwestlich in Nemeske.